# Trichopilia aenigma
Trichopilia aenigma är en orkidéart som beskrevs av Leslie Andrew Garay. Trichopilia aenigma ingår i släktet Trichopilia och familjen orkidéer. Inga underarter finns listade i Catalogue of Life.